# Francisco Paesa
Francisco Paesa Sánchez (Madrid, 11 de abril de 1936-Bois-Colombes, 3 de mayo de 2023) fue un polivalente espía español, agente de los servicios secretos españoles. Su última residencia conocida fue París, donde llevó una vida alejada de su pasado.

## Biografía
Paesa inició los estudios de ingeniero agrónomo pero abandonó en primer curso para dedicarse a los negocios. Trabajó en una cadena de heladerías en la costa mediterránea, pero el proyecto fracasó. El 14 de mayo de 1961 contrae matrimonio con la ciudadana francesa Françoise Dubois, que dará a luz a su única hija. En 1968 lleva a cabo varios negocios con Francisco Macías, el por aquel entonces dictador dirigente de Guinea Ecuatorial. Pretende constituir un banco central en el país africano recién abrazada la independencia. La operación es a todas luces una estafa y Paesa huye a Ginebra, donde se labra una merecida fama de playboy, debido a su romance con la empresaria Danielle Tulli (a la que arruina) y especialmente con la viuda del presidente indonesio Dewi Sukarno, con la que anunció públicamente su boda, con gran ostentación económica.
Es en la capital bancaria mundial donde empieza a entablar relaciones clave para sus aventuras como espía, como, por ejemplo, con el traficante de armas francés Georges Starckmann. También empieza a trabajar por aquella época en el SECED (antecesor del CESID) y a servir en los servicios secretos franceses en labores de contraespionaje. En 1976 fue detenido por la Interpol en Bélgica y encarcelado en Suiza por estafa. En 1972 había constituido un banco, el Alpha Bank, en contra de la legislación bancaria suiza, que no permitía que una entidad estuviera en manos de un extranjero. Miles de emigrantes españoles residentes en Ginebra perdieron miles de francos, que pasaron a engrosar la cuenta de Paesa a través de una sociedad instrumental constituida en las islas Caimán. Estuvo en la cárcel 15 meses antes de que Sukarno depositara una fianza de 20.000 francos suizos[cita requerida].

### Operación Sokoa
Después de cumplir condena, en 1986 se hizo pasar por un traficante de armas y vendió dos misiles antiaéreos a ETA. Lo que la banda terrorista no sabía era que los misiles llevaban unos sensores de localización y que su proveedor colaboraba con el servicio secreto español. La Guardia Civil pudo encontrar por primera vez un importante zulo en el que se almacenaba gran cantidad de armamento y documentación. Hasta entonces, el gobierno español desconocía prácticamente todo de ETA y esta operación supuso un importante punto de inflexión.
El 1 de diciembre de 1988 el juez Baltasar Garzón dictó una orden de búsqueda y captura de Francisco Paesa por colaboración con la banda armada y uso de identidad falsa.

### Caso Roldán
En 1994 se vio implicado en el caso Roldán. En esta ocasión, se cree que Paesa engañó al por aquel entonces director general de la Guardia Civil, Luis Roldán, y se quedó con el dinero que éste había robado. Además, habría delatado su paradero a la Justicia española por el precio de un millón de libras esterlinas, es decir, más de 244 millones de pesetas de la época.

### Supuesta muerte y años siguientes
En 1998 fingió su fallecimiento por paro cardíaco en Tailandia. Se publicaron esquelas y se falsificó un certificado de defunción. Sus familiares, incluso, encargaron treinta misas gregorianas en su nombre. Pero las autoridades españolas no creyeron esta versión y pensaron que había fingido su muerte y se había escapado con los dos mil millones de pesetas que Roldán le había entregado. 
Todo cambió en 2004, cuando su nombre volvió a aparecer en los medios. Fue mencionado como organizador de una operación, mediante la cual un ejército de mercenarios iba a derrocar a Teodoro Obiang, el dictador de Guinea Ecuatorial. Se relacionó con importantes grupos del crimen organizado en Rusia.[cita requerida] Unos dicen que Francisco Paesa fue localizado por una agencia de detectives en Barcelona, otros en Francia y otros en Luxemburgo. Sin embargo, todos coincidieron en que lo hacía amparado por un pasaporte argentino y con el nombre de Francisco Pando Sánchez. 
En diciembre del 2005, la revista Interviú lo sorprendió en París, donde fue entrevistado por su director Manuel Cerdán. Con 68 años, su figura era impecable. Explicó que «su muerte» había sido un error de interpretación, pues se había divulgado que él era una de las tres personas que murieron en un tiroteo en Bangkok, pero estaba dispuesto a mostrar las cicatrices. En cuanto a la mafia rusa, pidió a los periodistas que no publicaran sus fotos porque eso lo obligaría a suicidarse. 
En noviembre de 2011 fue visto en el aeropuerto de Lungi (Sierra Leona).
En 2016 concedió una entrevista en exclusiva a la revista Vanity Fair en París, donde pidió que no se mostrara su rostro para no interferir en las 15 o 20 operaciones que decía tener en marcha. Sin embargo salió en la portada impecablemente vestido.
Según su partida de defunción, su muerte tuvo lugar en Bois-Colombes, al norte de Paris, en Mayo de 2023

## En la ficción
La película de 2016 El hombre de las mil caras está inspirada en la vida de Paesa, donde es interpretado por el actor Eduard Fernández.